# Polly Blue Eyes
Polly Blue Eyes ist eine deutsche Kriminalkomödie aus dem Jahr 2005 von Tomy Wigand mit Susanne Bormann in der Titelrolle. Bei dem Film handelt es sich um Tomy Wigands dritten Kinofilm.

## Handlung
Die aus dem Jugendgefängnis entlassene 20-jährige Polly will ein ehrliches Leben abseits ihrer kleinkriminellen Familie führen. Sie nimmt einen Job in einem Schnellrestaurant an und verliebt sich in den Polizisten Stefan. Ronny, der neue Freund von Pollys Schwester, überredet deren Eltern derweil zu einem Überfall auf einen Getränkemarkt, um das Startkapital zum Einstieg ins Geschäft mit Aluminium-Fertighäusern zu bekommen. Auch von Polly wird erwartet, hierbei zu helfen, obendrein muss sie sich noch Ronnys Annäherungsversuchen erwehren.
Polly hat aber ganz andere Pläne. Sie zwingt Ronny mit vorgehaltener Waffe den Freund ihrer ehemaligen Zellengenossin Jale aufzusuchen und diesen dazu zu bringen, einen an Jale adressierten Trennungsbrief aufzusetzen, weil Polly ihn mit einer anderen Frau erwischt hat. Währenddessen führt ihre Schwester mit ihrem Vater gemeinsam den Überfall den Getränkemarkt erfolgreich durch und kann mit dem erbeuteten Geld entkommen.

## Hintergrund
Der Film wurde in Halle und Leipzig gedreht. Am 3. November 2005 feierte der Film seine Premiere in den deutschen Kinos.
Es existieren zwei Schnittfassungen des Films, beide wurden vom Regisseur Tomy Wigand angefertigt. Eine Fassung ist für die Kino-Aufführung vorgesehen. Die andere Fassung wurde von der Produktionsfirma Equinox Film für die TV-Auswertung bestellt. Diese ist mit etwa 91 Minuten um rund 6 Minuten kürzer als die Kinofassung. Diese längere Kinofassung wurde von EuroVideo am 4. Mai 2006 auf DVD mit FSK-12-Freigabe veröffentlicht. Die TV-Erstausstrahlung lief am 22. März 2009 in der ARD.
Susanna Pinn ist im Film zwar die ältere Schwester von Polly, die Darstellerin Maxi Warwel ist jedoch jünger als die Schauspielerin Susanne Bormann.

## Kritik
Die Redaktion des film-dienst urteilt, der Film sei ein „zwischen Milieu- und Jugendstudie angesiedeltes Drama, das ein an sich interessantes Thema an flache Dialoge und überzogene schauspielerische Theatralik verschenkt, vor allem aber an dem Schielen nach der großen Geste und dem Klischee jugendlicher Rebellion krankt“.
„Im Ganzen betrachtet, ist „Polly Blue Eyes“ eine reizvolle Krimikomödie, dessen [sic!] kleine Mängel durch ihren Humor ausgeglichen wird“. urteilte filmreporter.de.
Björn Helbig von Filmstarts ist der Meinung, „»Polly Blue Eyes« ist ein unentschlossener Film, der zwischen Komödie, Gaunerfilm, Sozialportrait, Drama, Lovestory und purem Klamauk hin und her laviert, ohne Interesse an seinen Figuren zu zeigen und somit sein Potenzial in mehrfacher Hinsicht verschenkt“. Helbig vergab 1,5 von 5 möglichen Punkten.
„Regisseur Tomy Wigand sorgt mit seiner frechen Inszenierung für ein rundum diebisches Vergnügen mit Newcomerin Susanne Bormann und Shooting-Star Matthias Schweighöfer“, lautet das Urteil von kino.de. Dabei sei die Darstellung von Ulrich Noethen und Meret Becker „urkomisch“.
Die Deutsche Film- und Medienbewertung FBW in Wiesbaden verlieh dem Film das Prädikat besonders wertvoll.